# Медведский, Пётр Тимофеевич
Пётр Тимофе́евич Медве́дский (15 августа 1930, село Плитченка, Борисовский район, Минская область — 18 июля 2006) — передовик производства, бригадир слесарей-монтажников специализированного управления № 206 треста «Донбассметаллургмонтаж», Донецкая область, Украинская ССР. Герой Социалистического Труда (1973).

## Биография
Родился 15 августа 1930 года в крестьянской семье в селе Плитченка Борисвоского района. С 1940 года проживал в станице Новодеревянковская Краснодарского края, где в 1944 году окончил четыре класса средней школы. С 1944 по 1948 год обучался в Ейском ремесленном училище металлистов № 10, по окончании которого получил специальность «токарь-универсал». Потом был направлен на работу в Енакиево и в 1949 году — в Мариуполь, где трудился в управлении «Союзмонтажстрой» и позднее — бригадиром слесарей-монтажников в управление № 206 треста «Донбассметаллургмонтаж».
Работал на различных стройках промышленных и социальных объектах в Мариуполе, Краматорске, Енакиево и других городах Донбасса. Был в командировке в Алжире. Строил цеха заводов «Азовсталь» и Металлургического завода имени Ильича.
Во время своей деятельности применял рационализаторские методы, которые значительно увеличивали производительность труда. В 1973 году удостоен звания Героя Социалистического Труда «за выдающиеся производственные успехи, достигнутые на строительстве прокатного стана „3600“ Ждановского металлургического завода „Азовсталь“».
После выхода на пенсию проживал в Мариуполе.

## Награды
- Герой Социалистического Труда — указом Президиума Верховного Совета СССР от 26 декабря 1973 года
- Орден Ленина
- Орден Трудового Красного Знамени (07.05.1971)